# Centruroides tuxtla
Espèce
Centruroides tuxtla est une espèce de scorpions de la famille des Buthidae.

## Distribution
Cette espèce est endémique du Chiapas au Mexique. Elle se rencontre vers Tuxtla Gutiérrez.

## Étymologie
Son nom d'espèce lui a été donné en référence au lieu de sa découverte, Tuxtla Gutiérrez.

## Publication originale
- Armas, 1999 : « Nueva especie de Centruroides (Scorpiones: Buthidae) de Chiapas, México. » Novitates Caribaea, vol. 1, p. 47-52.